# Pseudoclithria ruficornis
Pseudoclithria ruficornis är en skalbaggsart som beskrevs av John Obadiah Westwood 1874. Pseudoclithria ruficornis ingår i släktet Pseudoclithria och familjen Cetoniidae. Inga underarter finns listade i Catalogue of Life.